# 北日本
北日本（日语：／ Kita nihon, Kita nippon */?）是日本在大範圍地理分區上的用語，泛指日本北部地區，對應詞為南日本。但在正式法令中，不見該詞使用。一般包括北海道和東北地方，廣義上也涵蓋北陸地方。二戰結束前還包含樺太廳。

## 以北日本冠名的企業
- 北日本銀行
- 北日本駕校 (秋田縣)、 北日本駕校 (富山縣)
- 北日本新聞
- 北日本物産 (新潟縣)株式会社
- 北日本物産 (富山縣)株式会社
- 北日本放送株式会社
- 北日本建材リース株式会社

## 關聯條目
- 庫頁島
- 千島列島